# UFC Fight Night: Brunson vs. Shahbazyan
UFC Fight Night: Brunson vs. Shahbazyan (conosciuto anche come UFC Fight Night 173 oppure UFC on ESPN+ 31 o anche UFC Vegas 5) è stato un evento di arti marziali miste tenuto dalla Ultimate Fighting Championship il 1º agosto 2020 all'UFC APEX di Las Vegas, negli Stati Uniti.

## Risultati
|                  | Divisione               |                   |                 |                   | Metodo                                  | Round           | Tempo           | Premio          |
| Card Principale  | Card Principale         | Card Principale   | Card Principale | Card Principale   | Card Principale                         | Card Principale | Card Principale | Card Principale |
| ---------------- | ----------------------- | ----------------- | --------------- | ----------------- | --------------------------------------- | --------------- | --------------- | --------------- |
|                  | Pesi medi               | Derek Brunson     | batte           | Edmen Shahbazyan  | KO tecnico (pugni)                      | 3               | 0:26            |                 |
|                  | Pesi mosca femminili    | Jennifer Maia     | batte           | Joanne Calderwood | Sottomissione (armbar)                  | 1               | 4:29            | POTN            |
|                  | Pesi welter             | Vicente Luque     | batte           | Randy Brown       | KO (ginocchiata e pugni)                | 2               | 4:56            | POTN            |
|                  | Pesi leggeri            | Bobby Green       | batte           | Lando Vannata     | Decisione unanime (30-26, 30-27, 30-27) | 3               | 5:00            | FOTN            |
| Card Preliminare |                         |                   |                 |                   |                                         |                 |                 |                 |
|                  | Catchweight (140.5 lbs) | Jonathan Martinez | batte           | Frankie Saenz     | KO tecnico (ginocchiata e pugni)        | 3               | 0:57            |                 |
|                  | Pesi piuma              | Nathan Maness     | batte           | Johnny Muñoz      | Decisione unanime (29-27, 29-27, 29-27) | 3               | 5:00            |                 |
|                  | Pesi piuma              | Jamall Emmers     | batte           | Vincent Cachero   | Decisione unanime (30-27, 30-27, 30-27) | 3               | 5:00            |                 |
|                  | Pesi gallo              | Chris Gutiérrez   | vs.             | Cody Durden       | Pareggio unanime (28-28, 28-28, 28-28)  | 3               | 5:00            |                 |

## Premi
I lottatori premiati ricevettero un bonus di 50.000 dollari.
Legenda:
- FOTN: Fight of the Night (vengono premiati entrambi gli atleti per il miglior incontro dell'evento)
- POTN: Performance of the Night (viene premiato il vincitore per la migliore performance dell'evento)